# جزيرة سيريجينا
جزيرة سيريجينا هي واحدة من جزر الساحل السكيكدي الذي يحوي عشرة جزر تعد هذه أكبرهم، تقع شمال شرق مدينة عين زويت بولاية سكيكدة تعد الجزيرة موطن لعديد من أنواع الطيور ولايمكن زيارة مدينة سكيكدة دون زيارة الجزيرة والجزيرة شبيهة إلى حد كبير لجزيرة رشقون التي تقع غرب الجزائر إلى إنها تصغرها بقليل، للجزيرة منارة مربعة الشكل تعود للحقبة الاستعمارية وتوجد في الجزيرة بعض الاثار الرومانية والفينيقية.
يبلغ أقصى إرتفاع بالجزيرة 42 م وتبلغ مساحتها قرابة 5 هكتار وهي نفس مساحة جزيرة سانتا كلارا الإسبانية.
تعد الجزيرة من أهم مقومات السياحة للولاية خاصة والجزائر عامة.
تكون الجزيرة مكتظة بالمصطافين ورغم صغرها إلا إنها تستوعب الألاف من الناس وللجزيرة جانب جمالي، فهي تزيد مدينة الفراولة جمالا بإضفاء لمسة بحرية متوسطية على المدينة وحقولها الحمراء، كما أن الجزيرة تشهد نشاط سياحي غير مسبوق بتخصيص رحلات بحرية للجزيرة كما أن الاجانب يتوافدون عليها بكثرة وذلك لأن معظم ورشات عمل الشركات الأجنبية قريبة من الجزيرة وأهم جنسيات السواح أتراك وصينيون وايطاليون وفرنسيون.

## المنارة
توجد بالجزيرة منارة تعود للفترة الإستعمارية، حيث تم تشييدها سنة 1906 بطول 14.3 م وبإرتفاع يقدر ب 56.3 م عن سطح البحر. يبلغ نطاق ضوئها 17.5 ميل بحري.